# Rio Arișoaia
O Rio Arişoaia é um rio da Romênia afluente do rio Zăbala (Putna), localizado no distrito de Vrancea.